# Bojano
Bojano är en ort och kommun i provinsen Campobasso i regionen Molise i Italien. Kommunen hade 8 033 invånare (2018).